# Squadrone Volante
Die Squadrone Volante (deutsch „fliegende Schwadron“) war eine lose Vereinigung von Kardinälen im 17. Jahrhundert.

## Geschichte
Unter der Führung des Kardinals Decio Azzolini (1623–1689) bildeten sie eine Abstimmungsgruppe bei den Konklaven von 1655, 1667 und 1669/70, die sich als unabhängig von den großen Monarchen (Kaiser, Spanien, Frankreich und Neapel) begriff. Bei zwei dieser drei Konklave gelang es ihnen dank Azzolinis diplomatischem Geschick, ihre Kandidaten in der Papstwahl durchzusetzen: 1655 Kardinal Fabio Chigi, der als Alexander VII. Papst war, und 1667 Giulio Rospigliosi, der den Papstnamen Clemens IX. annahm.